# BioBlitz

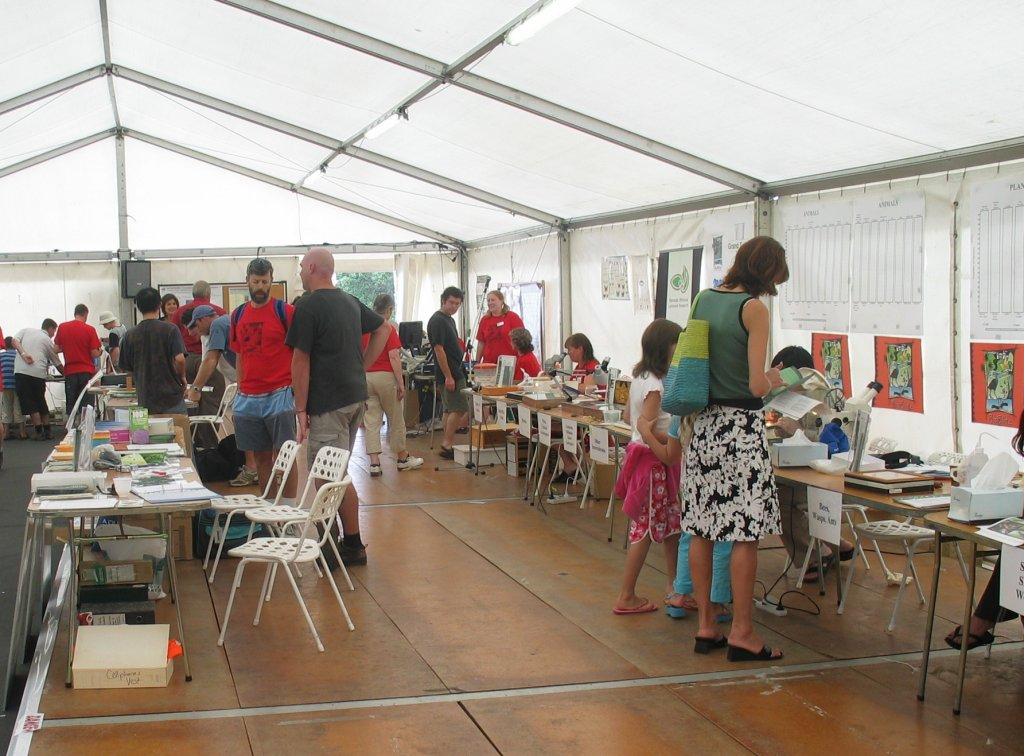
Obóz BioBlitz w Auckland, Nowa Zelandia.

BioBlitz, również pisane małymi literami bioblitz, to wydarzenie będące krótkotrwałym badaniem biologicznym, mającym na celu zarejestrowanie wszystkich gatunków żyjących na wyznaczonym obszarze. Grupy naukowców, przyrodników-amatorów czy wolontariuszy prowadzą intensywne badania terenowe w ciągu nieprzerwanego czasu (na przykład 24 godzin). Jednym z celów wyróżniających BioBlitze od profesjonalnych badań terenowych, jest zwiększenie publicznego zaangażowania i zainteresowania tematyką różnorodności biologicznej. Z tego powodu BioBlitze często odbywają się w miejskich parkach czy rezerwatach położonych w pobliżu miast.

## Cechy
Wydarzenie BioBlitz cechują różne możliwości i korzyści, w porównaniu do tradycyjnych badań naukowych. Niektóre z tych potencjalnych zalet to:
- Zabawa – w porównaniu do mocno ustrukturyzowanych i opomiarowanych badań terenowych, na tego rodzaju imprezach panuje atmosfera święta, festiwalu. Krótki okres trwania poszukiwań dodatkowo zwiększa poziom zabawy (np. w formule zawodów).
- Osadzenie lokalne – koncepcja różnorodności biologicznej na ogół kojarzy się z odległymi rafami koralowymi czy lasami tropikalnymi. BioBlitz daje ludziom szanse na odwiedzenie i zobaczenie, że lokalne parki są zasobne w różnorodność biologiczną a ich ochrona jest ważna.
- Nauka – te jednodniowe imprezy zbierają podstawowe taksonomiczne informacje na temat niektórych grup gatunków.
- Spotkania z naukowcami – BioBlitz zachęca ludzi do spotkania z pracującymi naukowcami i zadawania im pytań, interakcji.
- Wykrywanie rzadkich i unikalnych gatunków/grup – kiedy wolontariusze i naukowcy pracują razem, są w stanie wykryć nietypowe lub specyficzne siedliska służące ochronie i zarządzaniu, a w niektórych przypadkach wspólne działania mogą się także przyczynić do odkrycia rzadkich gatunków.
- Dokumentowanie występowania gatunków – BioBlitze nie zapewniają pełnej inwentaryzacji gatunków w danej lokalizacji, ale dają listę gatunków, która stanowi podstawę do pełniejszego badania i często pokazuje, jakie korzyści teren czy takson może odnieść z dalszych badań.

Pierwszy Bioblitz w Polsce zorganizował Komitet Badań Morza PAN w Sopocie, w maju 2008. W latach 2009–2011 odbyły się trzy kolejne BioBlitze w Sopocie i Gdyni. W 2016 Stacja Biologiczna Wydziału Biologii Uniwersytetu Gdańskiego zorganizowała BioBlitz na Wyspie Sobieszewskiej.